# Smilium spinosum
Smilium spinosum is een rankpootkreeftensoort uit de familie van de Calanticidae. De wetenschappelijke naam van de soort is voor het eerst geldig gepubliceerd in 1910 door Annandale.